# Parides polyzelus
Parides polyzelus is een vlinder uit de familie van de pages (Papilionidae). De wetenschappelijke naam van de soort is voor het eerst geldig gepubliceerd in 1864 door Felder. Deze naam wordt wel beschouwd als een synoniem van Parides erithalion.